# Walter (biskup Albano)
Walter (zm. 1177) – kardynał biskup Albano od grudnia 1158 roku, z nominacji angielskiego papieża Hadriana IV.
Prawdopodobnie także był Anglikiem i – podobnie jak Hadrian IV – kanonikiem regularnym kongregacji St.-Ruf w Awinionie. Podpisywał bulle papieskie między 3 lutego 1159 a 6 sierpnia 1177 roku. Po podwójnej elekcji papieskiej we wrześniu 1159 roku wspierał prawowitego papieża Aleksandra III i przez pewien czas (1167–1168) był jego wikariuszem w Rzymie. W 1175–1176 przebywał na Węgrzech jako legat papieski. Zmarł niedługo po 6 sierpnia 1177 roku.